# Rudolf Hamann
Rudolf Hamann (* 12. Oktober 1937 in Bremen) ist ein deutscher Soziologe.
Hamann studierte Soziologie, Geschichte und Politikwissenschaft in Freiburg im Breisgau und Hamburg und wurde 1964 an der Philosophischen Fakultät der Universität Hamburg mit der Dissertation Paretos Elitentheorie und ihre Stellung in der neueren Soziologie zum Dr. phil. promoviert. Mehrere Jahre war er Dozent am Hamburger Institut für Lehrerfortbildung und an der Heeresoffizierschule II in Hamburg. Von 1974 bis 2000 war er am Fachbereich Philosophie und Sozialwissenschaften der Universität Hamburg tätig, zunächst als Lehrbeauftragter. Mithilfe eines zweijährigen Stipendiums der Deutschen Forschungsgemeinschaft habilitierte er sich 1979 mit der Arbeit Revolution und Evolution. Zur Bedeutung einer historisch akzentuierten Soziologie, die durch Heinz Kluth begleitet worden war. Im Anschluss wurde er Privatdozent für Soziologie ebendort.
Er war hauptberuflich Leitender Wissenschaftlicher Direktor in der Fachgruppe Sozialwissenschaften an der Führungsakademie der Bundeswehr in Hamburg. Er gehört nach Uwe Hartmann zu denjenigen „militärkritischen Intellektuellen […], die im Dienste der Bundeswehr standen“, und zugleich zu den „Spannungen zwischen Intellektuellen und Militärs“ beitrugen.

## Schriften (Auswahl)
- Streit um eine verkannte Reform. Ein Beitrag zur Inneren Führung. v. Decker, Hamburg 1970.
- Armee im Abseits? (= Kritische Wissenschaft). Hoffmann und Campe, Hamburg 1972, ISBN 3-455-09061-3.
- Politische Soziologie für den Sozialkundeunterricht. Eine Einführung in das politisch-soziale System der Bundesrepublik (= Kritische Wissenschaft). Hoffmann und Campe, Hamburg 1974, ISBN 3-455-09110-5.
- Revolution und Evolution. Zur Bedeutung einer historisch akzentuierten Soziologie (= Soziologische Schriften. Bd. 34). Duncker und Humblot, Berlin 1981, ISBN 3-428-04859-8.
- (Hrsg.): Die "Süddimension" des Ost-West-Konfliktes. Das Engagement der Supermächte in Krisen und Kriegen der Dritten Welt (= Militär, Rüstung, Sicherheit. Bd. 34). Nomos-Verlagsgesellschaft, Baden-Baden 1986, ISBN 3-7890-1233-5.
- mit Volker Matthies (Hrsg.): Sowjetische Aussenpolitik im Wandel. Eine Zwischenbilanz der Jahre 1985–1990 (= Militär, Rüstung, Sicherheit. Bd. 54). Nomos-Verlagsgesellschaft, Baden-Baden 1991, ISBN 3-7890-2177-6.
- mit Bernd Molter: Staatsbürger in Uniform auf dem Prüfstand. Von der Notwendigkeit einer Ausbildungsreform für Stabsoffiziere der Bundeswehr (= WIFIS aktuell. 14). Ed. Temmen, Bremen 1999, ISBN 3-86108-011-7.
- Militärische Gewalt in der Risikogesellschaft. Eine Kritik des erweiterten Sicherheitsbegriffs (= WIFIS aktuell. 4). Ed. Temmen, Bremen 2000, ISBN 3-86108-004-4.